# Station Le Cateau
Station Le Cateau is een spoorwegstation in de Franse gemeente Le Cateau-Cambrésis  aan de spoorlijn Creil - Jeumont.
Voorheen was dit een spoorwegknoop, en vormde dit station het eindpunt van de spoorlijn Laon - Le Cateau alsook de  spoorlijn Prouvy-Thiant - Le Cateau, beide buiten gebruik.

## Treindienst
| Serie | Treinsoort | Route | Bijzonderheden |
| ----- | ---------- | --- | -------------- |
| K 13  | TER (SNCF) | Paris-Nord – Compiègne – Saint-Quentin – [ Busigny – Caudry – Cambrai ] / [ Le Cateau – Aulnoye-Aymeries – Maubeuge ] |                |
| P 62  | TER (SNCF) | Saint-Quentin – Busigny – Le Cateau – Aulnoye-Aymeries                                                                |                |